# Piptospatha impolita
Piptospatha impolita är en kallaväxtart som beskrevs av S.Y.Wong, P.C.Boyce och Josef Bogner. Piptospatha impolita ingår i släktet Piptospatha och familjen kallaväxter. Inga underarter finns listade.